# Kabai meteorit

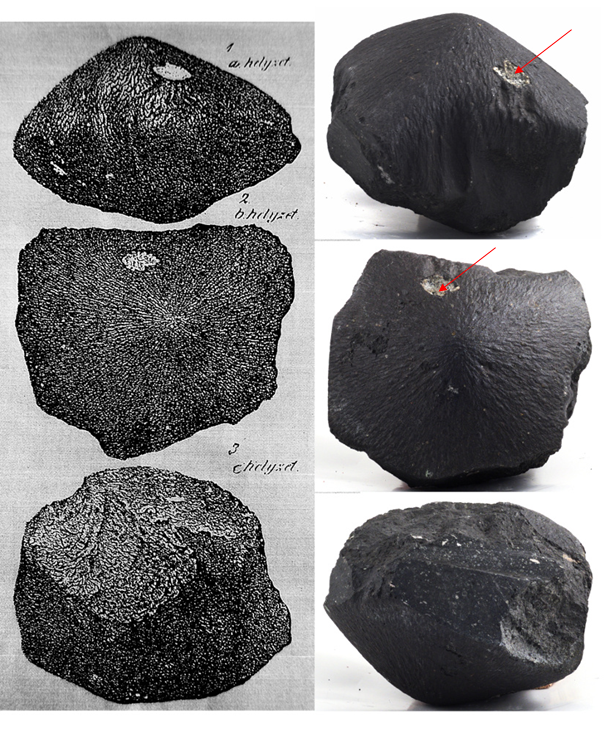
Kabai meteorit – Bal oldalon a megtalálását követően készült rajzokon, a jobb oldalon pedig a rajzokhoz hasonló helyzetben készült fotókon napjainkban. A nyíl egy CAl (kalcium-alumínium-oxid) zárványra mutat. Nagy Mihály tanulmányából Fotó: Nagy Sándor

A kabai meteorit egy 2579 g tömegű kő, amely 1857. április 15-én este 10 óra körül csapódott be Kaba határában. A nagyjából cipó alakú meteorit legnagyobb átmérője 16,4, legkisebb 10 centiméter, magassága 10,8 centiméter. Földet ért tömege kb. 4 kilogramm lehetett. A Meteoritical Bulletin-ben nyilvántartott hivatalos neve: Kaba.
Az első meteorit, amelyben szerves anyagot mutattak ki. Széntartalma 2 tömegszázalék.  A viszonylag nagyméretű kondrumokat tartalmazó CV3 típusú szenes kondrit aránylag ritka a meteoritok közt. Már az első leírás (1858) is utal rá, hogy „a delejtűre élénk hatással van".”Ezt egy új, részletesebb kutatással sikerült bizonyítani. Kozmológiai tanulmányozása a Naprendszer keletkezésének időszakáról kínál anyagában őrzött információkat.

## Története a földbecsapódását követően
A meteorit lehullását és földbecsapódását Szilágyi Gábor kabai gazda 1857. év április 15-én este tíz óra tájban figyelte meg, majd azt másnap megtalálta, és szomszédjait maga mellé véve kiásta a földből.
A megtalálásakor sértetlen kő csaknem 4 kg (7 font) tömegű lehetett, de aztán nemesfémeket remélve benne, a helyiek megcsonkították. Végül Kaba elöljárói jóvoltából néhány nap múlva a még mindig csaknem 3 kg-os meteorit Debrecenbe, a Református Kollégiumba került, melynek természetrajz tanára, Török József akadémikus volt az első szakember, aki kézbe vehette. 1858. június 7-én, a Magyar Tudományos Akadémián adott róla alapos leírást és bemutatta annak három oldalról készített rajzát, melyek Emmanuel Mariotte fényképei alapján készültek. Már az első leírás kitért a borsszem nagyságú fekete golyócskákra, amelyek közül egyesek héjas szerkezetűek. A meteoritnak ezt a kondritos jellegét az akadémikus "páratlan nevezetességűnek" titulálta.
Megtalálása és őrzése helye okán a korabeli híradások „kaba-debreceni lebkő” néven emlegették a meteoritot.

A Kollégium a bécsi császári mineralógiai kabinet követelése ellenére sem adta át a követ, néhány darabkáját azonban elküldték Friedrich Wöhler német vegyésznek, aki két egymást követő évben készítette róla a vegyelemzést. A követ jelenleg is Debreceni a Református Kollégium Múzeumában őrzik, szilánkjai mintegy húsz helyen lelhetőek fel a világban, ezek közt van Arizona, Bécs, Chicago, Kalkutta, London, Moszkva, New York, Róma: Vatikáni Múzeumok, Tübingen és Washington.

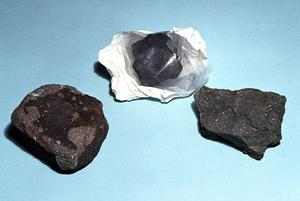
Néhány szenes kondrit képe: Allende, Yukon és Murchison. Közülük az Allende hasonlít a kabai meteorithoz.

A kabaiak minden évben a hullás évfordulóján ünneplik Kaba Városnapját. A hullás valószínű helyét 2009 óta emlékkő hirdeti a 4-es számú főút 193-as kilométere közelében egy dűlőút mentén.

## A kabai meteorit ásványtani jellemzése
A CV3 szenes kondritokat Harry McSween (1977), majd Michael K. Weisberg et al. (1997) három alcsoportra osztotta:
(1.) Redukált alcsoportra (pl. Vigarano, Efremovka, Leoville)
(2.) Oxidált Allende típusú alcsoportra (pl. Allende)
(3.) Oxidált Bali típusú alcsoportra (pl. Bali, Kaba, Grosnaja, Mokoia).

### Ásványtani összehasonlítás a három alcsoport között
Mátrix gyakoriság és súly:		oxidált Bali > oxidált Allende > redukált CV
Fém : magnetit arány:			redukált > oxidált Allende > oxidált Bali

Fayalit-forszterit sor összetétele: 	red (Fa 32-60) – ox. All (Fa 32-60) – ox. Ba (Fa 10-90)

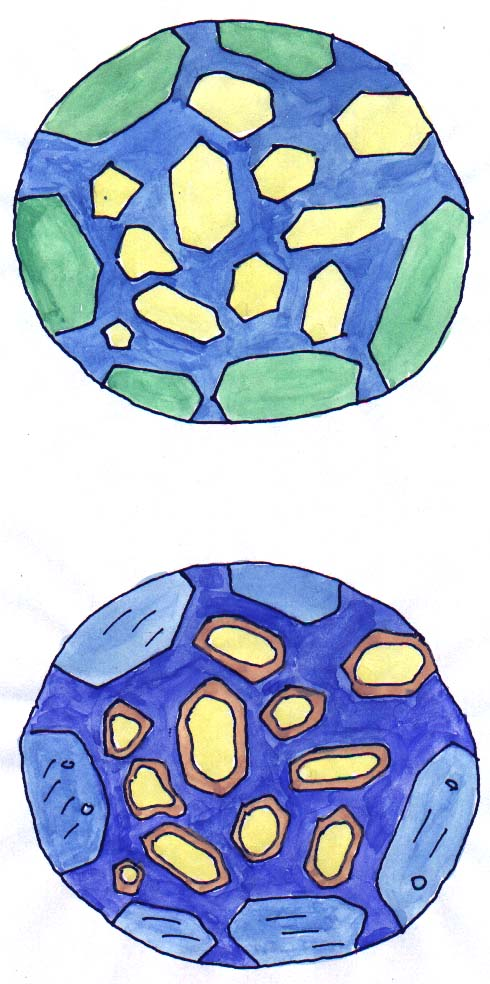
A kabai meteoritban is ilyen átalakulást szenvedtek azok a kondrumok, amelyeket vizes átalakulás ért. Itt egy porfiros kondrum olivinkristályait látjuk, amint a vizes átalakulás mállási peremet képez.

					Tiszta fayalit csak az oxidált Bali típusban fordul elő.
					Filloszilikát is csak az oxidált Bali típusban fordul elő.
Fém: Az oxidált Allende típusban Ni-dús, az oxidált Bali típusban is főleg Ni-dús, a redukáltban Ni-szegény fémet találunk.
A kis Ca-tartalmú piroxén a redukáltakban fordul elő, míg az oxidáltakban Ca–Fe-tartalmú a piroxén. Az oxidált CV3 (ox)A típusű Allendében található még nefelin, szodalit, wollastonit, valamint andradit és grosszulár gránátok.
A kabai meteorit a CV3 (ox)B típusba tartozik. Az oxidált A típus az Allende, az oxidált B típus pedig a Bali szenes kondrit meteoritról kapta a betűjelét. Ezeknek nagyobb a porozitása, mint a redukált CV3 (red) típusúaknak.

### Metamorfózis
A fölmelegedéssel együtt járó metamorfózist különböző ásványokon mérték. A földpátokon végzett termolumineszcenciás módszerrel kapott adatok a következők: Kaba, Bali, Axtel, Leoville: 3.0-s fokozatú, (ami azt jelenti, hogy a legkevésbé melegedett fel a szülő égitesten, az Allende, Mokoia és Efremovka: 3.2, míg a Vigarano és a Grosnaja 3.3-as fokozatú.
A Raman spektroszkópiás mérések, olivinek zónássága, a preszoláris szemcsék sűrűsége és más jellemzők alapján más adatsort kaptak a metamorfózis fokára (tehát a 3-as és a 4-es van Schmus–Wood-fokozat közötti altípusra). Az így kapott metamorf altípusok a következők: Kaba: 3.1, Leoville, Vigarano, Efremovka: 3.2 és 3.4 közötti, Grosnaja és Mokoia: 3.6 és a többiek, tehát a Bali, Allende és Axtel nagyobbak mint 3.6. Ilyen összehasonlításban látszik tehát, hogy a Kaba a legkisebb fokozatú termikus metamorfózison átesett CV3 szenes kondrit.

### Vizes átalakulás
Ez a folyamat az oxidált Bali-típusban ment végbe magasabb fokon a vizes átalakulás, amit később hőhatás is érintett, és ennek tanúbizonyságaként filloszilikát, fayalit, magnetit, és szulfid van jelen a szövetben.

### Különleges ásványok, zárványok
A Kaba CAI-tartalma, SiC-tartalma, nanogyémánt-tartalma, nemesgázai is vizsgálatra érdemesek. Mivel a Kaba széntartalma magas (ca. 2.0 tömeg %), ezért a különféle szénmódosulatok vizsgálata is ígéretes. Ilyenek a gyengén grafitizálódott szén és a fullerének. Ezek közül a nanogyémántok vizsgálatát katódlumineszcenciás módszerrel végezték el.

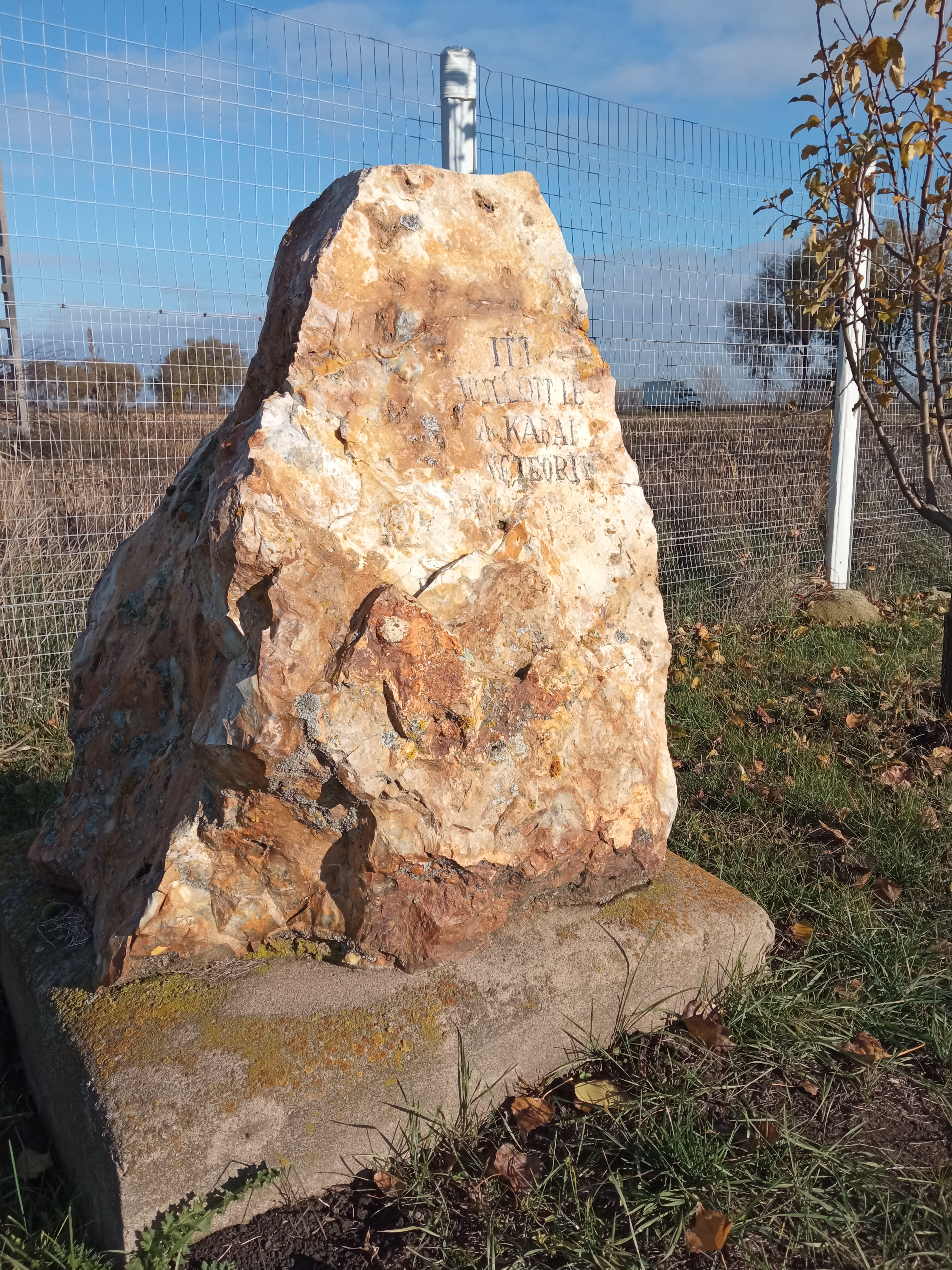
Kaba határában, a meteorit valószínű hullás-helyének közelében elhelyezett emlékkő (Fotó: Nagy Mihály)

A CAI-k (kalcium-alumínium-oxid zárványok) a legkorábbi Naprendszerbeli ásványkiválások, koruk 4,567 gigaannum (Ga), azaz 4,567 milliárd év (Allende-mérés). Az őket körülfogó perem (Wark–Lovering-rim) arról tanúskodik, hogy milyen porrétegek milyen hőhatásokkal csapódtak és égtek rá a CAI-kra. A Kaba CAI-ja (fehér zárványa) azért is újra vizsgálatra érdemes, mert Sztrókay Kálmán volt az első, aki a kabai meteoritban a CAI-k ásványos összetételét kimérte és spinellnek találta. Azóta számos ásványkomponens réteges egymásra épülését mutatták ki a CAI-kon.

### Sokkoltság
A Kaba ütközési nyomás által történt átalakultságára a 0–6 fokozatú skálán S1 (shock stage) értéket mérték. A gyenge rétegzettség tanúsítja ezt. A laminált szövetszerkezetet az Eötvös Loránd Tudományegyetemen mérték, az 1995. december 13-i levágás nyomán kapott kabai meteorit mintán. A meteoritnak a Föld légkörén való áthaladása során kialakult jellegzetes, forgásszimmetrikusan kúpos alakját sikerült megmagyarázni, valamint a rétegezettség okát egy új vizsgálati módszerrel (komputertomográfiás átvilágítás) megerősíteni.

## Konferencia a kabai meteoritról
2017 őszén a Debreceni Református Kollégiumban nemzetközi konferenciát tartottak a kabai meteorit kutatásának újabb eredményeiről. Az előadások után a konferencia résztvevői megtekintették A Kaba-kő titka tudománytörténeti színjátékot kabai színjátszók előadásában. A konferencia huszonkét előadásának anyaga könyv alakban is megjelent.

## További információk

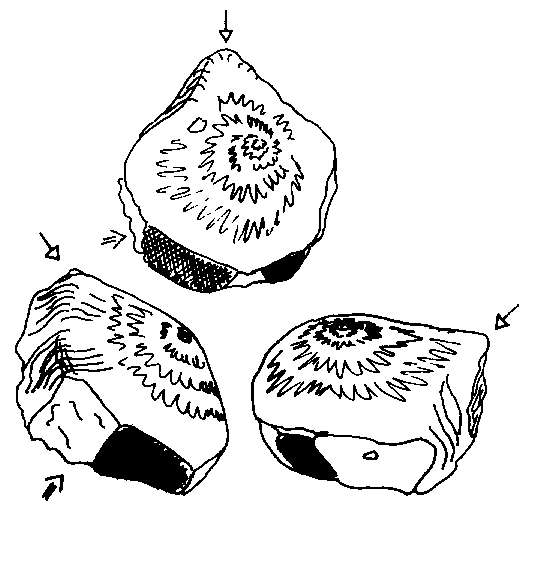
A kabai meteorit rajza. Készítette Bérczi Szaniszló a Debreceni Református Kollégiumban.